# Psychotria robusta
Psychotria robusta är en måreväxtart som beskrevs av Carl Ludwig von Blume. Psychotria robusta ingår i släktet Psychotria och familjen måreväxter. Inga underarter finns listade i Catalogue of Life.